# Cimetière militaire britannique de Noyon
La cimetière militaire britannique de Noyon est un cimetière militaire de la Première Guerre mondiale situé sur le territoire de la commune de Noyon, dans le département de l'Oise.

## Historique
Le cimetière militaire britannique de Noyon a été créé après le 11 novembre 1918.

## Caractéristiques
Le cimetière britannique compte : 167 tombes, dont 164 de soldats britanniques, 2 de soldats italiens et une de soldat américain. 